# Лестер Кук
Лестер Кук (англ. Lester Cook; нар. 24 квітня 1984) — колишній американський тенісист.
Найвищу одиночну позицію світового рейтингу — 191 місце досяг 25 жовтня 2010, парну — 175 місце — 18 січня 2010 року.

## Фінали ATP Челленджер і ITF Ф'ючерс

### Одиночний розряд: 10 (7–3)
| Легенда              |
| -------------------- |
| ATP Челленджер (0–1) |
| ITF Ф'ючерс (7–2)    |

| Фінали за покриттям |
| ------------------- |
| Тверде (6–2)        |
| Ґрунт (0–1)         |
| Трава (0–0)         |
| Килим (1–0)         |

| Результат | В-П | Дата     | Турнір                  | Рівень     | Покриття | Суперник               | Рахунок                 |
| --------- | --- | -------- | ----------------------- | ---------- | -------- | ---------------------- | ----------------------- |
| Перемога  | 1–0 | Чер 2006 | Таїланд F1, Бангкок     | Ф'ючерс    | Тверде   | Hyung-Kwon Kim         | 6–3, 6–1                |
| Перемога  | 2–0 | Вер 2006 | Мексика F14, Монтеррей  | Ф'ючерс    | Тверде   | Мігель Гальярдо-Вальєс | 7–6(7–3), 4–6, 7–6(7–2) |
| Поразка   | 2–1 | Лют 2007 | Коста-Рика F1, Сан-Хосе | Ф'ючерс    | Тверде   | Пітер Поланскі         | 6–2, 5–7, 3–6           |
| Перемога  | 3–1 | Чер 2007 | Японія F6, Кусацу       | Ф'ючерс    | Килим    | Тераті Такахіро        | 6–3, 2–6, 6–4           |
| Перемога  | 4–1 | Жов 2007 | США F25, Лагуна-Нігел   | Ф'ючерс    | Тверде   | Микита Кривонос        | 6–2, 6–3                |
| Перемога  | 5–1 | Лис 2007 | США F28, Waikolu        | Ф'ючерс    | Тверде   | Карстен Болл           | 5–7, 7–6(7–2), 6–3      |
| Перемога  | 6–1 | Жов 2008 | США F25, Лагуна-Нігел   | Ф'ючерс    | Тверде   | Мартін Педерсен        | 6–2, 6–2                |
| Перемога  | 7–1 | Бер 2009 | США F6, Мак-Аллен       | Ф'ючерс    | Тверде   | Андрій Куманцов        | 1–6, 6–2, 4–0 ret.      |
| Поразка   | 7–2 | Вер 2010 | Талса, США              | Челленджер | Тверде   | Боббі Рейнольдс        | 3–6, 3–6                |
| Поразка   | 7–3 | Тра 2011 | США F12, Тампа          | Ф'ючерс    | Ґрунт    | Блейк Строуд           | 3–6, 4–6                |

### Парний розряд: 19 (13–6)
| Легенда              |
| -------------------- |
| ATP Челленджер (2–2) |
| ITF Ф'ючерс (11–4)   |

| Фінали за покриттям |
| ------------------- |
| Тверде (11–5)       |
| Ґрунт (1–1)         |
| Трава (0–0)         |
| Килим (1–0)         |

| Результат | В-П  | Дата     | Турнір                          | Рівень     | Покриття | Партнер       | Суперники                              | Рахунок               |
| --------- | ---- | -------- | ------------------------------- | ---------- | -------- | ------------- | -------------------------------------- | --------------------- |
| Перемога  | 1–0  | Гру 2002 | США F30, Лагуна-Нігел           | Ф'ючерс    | Тверде   | Джейсон Кук   | Брендон Гоук Гантлі Монтґомері         | 6–2, 6–4              |
| Перемога  | 2–0  | Чер 2003 | США F14, Саннівейл              | Ф'ючерс    | Тверде   | Раян Ньюпорт  | Браян Вілсон Нік Рейні                 | 2–6, 6–3, 6–1         |
| Перемога  | 3–0  | Лип 2004 | США F16, Чико                   | Ф'ючерс    | Тверде   | Джейсон Кук   | Сем Варбург КС Коркері                 | 7–5, 7–6(7–5)         |
| Перемога  | 4–0  | Лют 2005 | США F4, Браунсвілл              | Ф'ючерс    | Тверде   | Роб Стеклі    | Трес Дейвіс Ерік Нуньєз                | без гри               |
| Поразка   | 4–1  | Жов 2005 | США F25, Лагуна-Нігел           | Ф'ючерс    | Тверде   | Роб Стеклі    | Філіп Ґубенко Ерік Хвойка              | 6–7(4–7), 6–4, 1–6    |
| Поразка   | 4–2  | Чер 2006 | Таїланд F1, Бангкок             | Ф'ючерс    | Тверде   | Роб Стеклі    | Рубен Торрес Ізак ван дер Мерве        | 4–6, 3–6              |
| Поразка   | 4–3  | Сер 2006 | Мексика F13, Монтеррей          | Ф'ючерс    | Ґрунт    | Шейн Ла Порт  | Мігель Гальярдо-Вальєс Карлос Паленсія | 3–6, 4–6              |
| Перемога  | 5–3  | Вер 2006 | Мексика F14, Монтеррей          | Ф'ючерс    | Тверде   | Шейн Ла Порт  | Хорхе Агілар Даніель Гарса             | 6–3, 6–4              |
| Перемога  | 6–3  | Чер 2007 | Гватемала F1, Гватемала (місто) | Ф'ючерс    | Тверде   | Шейн Ла Порт  | Мігель Гальярдо-Вальєс Карлос Паленсія | 6–3, 7–5              |
| Перемога  | 7–3  | Чер 2007 | Японія F6, Кусацу               | Ф'ючерс    | Килим    | Шейн Ла Порт  | Хіроясу Сато Міяо Дзьодзі              | 4–6, 6–4, 7–6(7–1)    |
| Перемога  | 8–3  | Лис 2007 | США F28, Waikolu                | Ф'ючерс    | Тверде   | Шейн Ла Порт  | Карстен Болл Райлан Різза              | 6–2, 6–3              |
| Поразка   | 8–4  | Кві 2008 | Умакао, Пуерто-Рико             | Челленджер | Тверде   | Кевін Кім     | Боббі Рейнольдс Ражів Рам              | 3–6, 4–6              |
| Перемога  | 9–4  | Тра 2008 | Брейдентон, США                 | Челленджер | Ґрунт    | Карстен Болл  | Райлер Дегарт Тодд Відом               | 4–6, 6–3, [10–6]      |
| Поразка   | 9–5  | Лют 2009 | Карсон, США                     | Челленджер | Тверде   | Доналд Янг    | Скотт Ліпскі Девід Мартін              | 6–7(3–7), 6–4, [6–10] |
| Перемога  | 10–5 | Лют 2009 | США F4, Браунсвілл              | Ф'ючерс    | Тверде   | Шейн Ла Порт  | Тигран Мартиросян Джессі Віттен        | 6–1, 7–5              |
| Поразка   | 10–6 | Кві 2009 | США F7, Мобіл                   | Ф'ючерс    | Тверде   | Трет Г'юї     | Милош Раонич Філіп Бестер              | 3–6, 6–1, [5–10]      |
| Перемога  | 11–6 | Чер 2009 | США F13, Сакраменто             | Ф'ючерс    | Тверде   | Трет Г'юї     | Ендрю Коело Адам Фіні                  | 6–4, 3–6, [10–2]      |
| Перемога  | 12–6 | Жов 2009 | Сакраменто, США                 | Челленджер | Тверде   | Девід Мартін  | Сантьяго Гонсалес Тревіс Реттенмаєр    | 4–6, 6–3, [10–5]      |
| Перемога  | 13–6 | Кві 2010 | США F9, Літл-Рок                | Ф'ючерс    | Тверде   | Бретт Джолсон | Брайден Клейн Джон Міллман             | 6–4, 3–6, [10–7]      |

## Часовий графік результатів
| W | Ф | ПФ | ЧФ | #Р | КТ | К# | DNQ | A | NH |

### Одиночний розряд
| Турніри Великого шлему                 |     |     |     |     |     |       |     |   |
| Відкритий чемпіонат Австралії з тенісу |     |     |     | К1р |     | 0 / 0 | 0–0 | – |
| Відкритий чемпіонат Франції з тенісу   |     |     |     | К1р |     | 0 / 0 | 0–0 | – |
| Вімблдонський турнір                   |     |     |     | К1р | К1р | 0 / 0 | 0–0 | – |
| Відкритий чемпіонат США з тенісу       | К1р |     | К1р | К1р |     | 0 / 0 | 0–0 | – |
| В-П                                    | 0–0 | 0–0 | 0–0 | 0–0 | 0–0 | 0 / 0 | 0–0 | – |
| Тур ATP Мастерс 1000                   |     |     |     |     |     |       |     |   |
| Indian Wells Open                      |     |     | К1р | К2р | К1р | 0 / 0 | 0–0 | – |
| В-П                                    | 0–0 | 0–0 | 0–0 | 0–0 | 0–0 | 0 / 0 | 0–0 | – |